# Liste bedeutender Seeunfälle 1941–1950
Diese Liste bedeutender Seeunfälle 1941–1950 verzeichnet Unfälle der Seeschifffahrt mit Toten oder hohen Sachschäden im fünften Jahrzehnt des 20. Jahrhunderts.

## Liste
| Datum                  | Name                               | Tote   | Hergang |
| ---------------------- | ---------------------------------- | ------ | --- |
| 9./10. Februar 1941    | Kervegan                           | 26     | Der von Halifax nach London laufende britische Frachter Kervegan (2.018 BRT) geriet vor Nova Scotia in einen schweren Sturm und kenterte (vermutlich) nach einem Verrutschen der Ladung. Obwohl mehrere Notrufe abgesetzt wurden, konnte von der 26 Mann starken Besatzung niemand gerettet werden. Lediglich Trümmerstücke des Schiffes wurden einige Tage später an der Küste der Kap-Breton-Insel angeschwemmt. |
| 16. März 1941          | Bremen                             | 0      | An der Columbuskaje brannte die Bremen nach der Brandstiftung eines Schiffsjungen trotz Flutung aus. |
| 17. September 1941     | Göteborg, Klas Horn und Klas Uggla | 31     | Im Stützpunkt Horsfjärden bei Stockholm (Schweden) kam es auf dem schwedischen Zerstörer Göteborg (1.040 ts) zu einer Kesselexplosion. Der daraus entstehende Heizölbrand griff auch auf die neben der Göteborg vertäuten Zerstörer Klas Horn und Klas Uggla (je 1.020 ts) sowie ein Wohnschiff über. Die Zerstörer brannten aus, das Wohnschiff sank. Insgesamt starben 31 Menschen, 11 weitere wurden verletzt. Bis auf die Klas Uggla konnten die Schiffe später wieder repariert und erneut in Dienst gestellt werden. |
| 17./18. Oktober 1941   | Indra                              | 25     | Der schwedische Frachter Indra (2.032 BRT) geriet in der Biskaya aus ungeklärten Gründen in Verlust. Das Schiff, auf dem Weg von Barry nach Huelva, passierte am 16. Oktober Barry Island und meldete sich von da an nicht mehr. Später wurden ein Rettungsboot und Trümmer nahe Barry Island angeschwemmt. Vermutlich brach das über 40 Jahre alte Schiff in schwerer See um den 17./18. Oktober auseinander und sank. U-Boot-Angriffe oder Minen werden als Verlustursache ausgeschlossen. Die gesamte Crew von 25 Mann fand den Tod. |
| 25. November 1941      | Proteus                            | 58     | Der kanadische Bauxitfrachter Proteus (10.563 BRT), ein ehemaliger US-Flottentender, verschwand aus ungeklärten Gründen auf der Fahrt von den Kleinen Antillen nach Ottawa. Vermutlich brach das Schiff um den 25. November in der östlichen Karibik im Sturm auseinander und sank. Von der 58 Mann starken Crew wurde niemand gerettet. Das rund 30 Jahre alte Schiff hatte von 1924 bis 1940 untätig im Hafen von Norfolk gelegen und es wird daher vermutet, dass die Schotten und Bordwände infolge dieser langen Liegezeit durchgerostet waren und unter der Last einer Bauxitladung im Sturm nachgaben. Interessant ist hierbei, dass die Schwesterschiffe der Proteus, die Cyclops 23 Jahre zuvor und die Nereus nur wenige Wochen später, unter ähnlich mysteriösen Umständen verloren gingen. Eine Feindeinwirkung (U-Boot, Mine) wird für die vermutete Untergangszeit und den Verlustort ausgeschlossen.                                                                                            |
| 7. Dezember 1941       | Windflower                         | 23     | Während der Sicherung des Konvois SC-58 kollidierte im Nordatlantik die kanadische Korvette Windflower (925 ts) mit dem Frachter Zypenberg und sank. Zum Zeitpunkt des Unglücks herrschte dichter Nebel. Mit dem Schiff gingen 23 Besatzungsangehörige unter. Etwa 70 Überlebende konnten gerettet werden. |
| 12. Dezember 1941      | Nereus                             | 61     | Auf dem Weg von den Kleinen Antillen nach Baltimore verschwand der kanadische Erzfrachter Nereus (10.647 BRT) aus nicht genau geklärten Gründen. Das mit Bauxit beladene Schiff, ein ehemaliger amerikanischen Flottentender, zerbrach vermutlich in einem starken Sturm und sank innerhalb weniger Minuten vor der Küste von Virginia. Von der 61 Mann starken Besatzung überlebte niemand. Wrackteile wurden nie gefunden. Wahrscheinlich, so wurde später gemutmaßt, sank das 30 Jahre alte Schiff aufgrund von Materialermüdung. Die Seitenwände des Rumpfes waren durch die Kohle, welche jahrelang transportiert worden war, allmählich erodiert und hatten den Belastungen im Orkan nicht mehr standgehalten. |
| 9. Januar 1942         | Lamoricière                        | 301    | Die Lamoricière (4.712 BRT), ein Passagierschiff der französischen Reederei Compagnie Générale Transatlantique, war mit 394 Passagieren und Besatzungsmitgliedern auf dem Weg von Algier nach Marseille, als sie den Notruf eines in Seenot geratenen Frachters empfing. Das Schiff änderte seinen Kurs und geriet vor der Baleareninsel Menorca in einen schweren Sturm. Durch ein Leck im Rumpf drangen große Mengen Seewasser ein und überfluteten die Kesselräume. Die Lamoricière sank schließlich bei schwerer Schlagseite. Nur 93 Menschen überlebten das Unglück. |
| 17. Januar 1942        | San José                           | 0      | Vor Atlantic City stießen die beiden US-Frachter San José (3.404 BRT) und Santa Elisa (8.379 BRT) in der Dämmerung zusammen. Personalverluste entstanden keine, aber die zur United Fruit Company gehörende San José sank kurze Zeit später. Der Frachter Santa Elisa geriet in Brand, konnte aber abgeschleppt und später repariert werden. |
| 18. Januar 1942        | Rosemonde                          | 25     | Im Bereich der Azoren verschwand aus ungeklärten Gründen der britische U-Boot-Jäger Rosemonde (364 ts) mit seiner gesamten Besatzung von 25 Mann. Der bewaffnete Trawler hätte nach zwei im Sturm von einem Konvoi abgedrifteten Frachtern suchen sollen, kehrte aber von dieser Mission nie zurück. Eventuell wurde das Schiff in der Nacht des 18./19. Januar von dem deutschen U-Boot U 581 versenkt. |
| 9. Februar 1942        | Lafayette                          | 1      | In New York sollte der dort wegen des Krieges aufgelegte französische Transatlantikliner Normandie (79.280 BRT) der CGT zu einem Truppentransporter der amerikanischen Marine mit Namen Lafayette umgerüstet werden. Arbeiter entfachten bei Schneidarbeiten versehentlich Feuer in einem Ballen von Schwimmwesten. In der Folge der Löschversuche brachte das in großen Mengen eingebrachte Löschwasser die Normandie schließlich zum Kentern. Bei dem Unfall gab es nur einen Toten, aber mehr als 270 Menschen erlitten Verletzungen (zumeist durch Rauchinhalation). Eineinhalb Jahre blieb das riesige Schiff im Schlick des Piers von Brooklyn liegen, bis es aufgerichtet werden konnte. Erst im Oktober 1947 war die Verschrottung abgeschlossen. |
| 15. Februar 1942       | Van Ghent                          | 0      | Der niederländische Zerstörer Van Ghent (1.316 ts) lief nahe Tjilatjap auf das Bamidjo-Riff auf und wurde zum Totalverlust. Die Crew konnte vollständig von dem Zerstörer Banckert gerettet werden. Das Unglück geschah in den Nachtstunden, vermutlich weil die Besatzung übermüdet war. |
| 18. Februar 1942       | Truxtun und Pollux                 | 203    | Vor der Küste Neufundlands kam ein aus dem Versorgungsschiff Pollux (7.350 BRT) und zwei Zerstörern bestehender amerikanischer Geleitzug in einem Schneesturm vom Kurs ab und geriet nahe der Placentiabucht auf Grund. Der Versorger und der Zerstörer Truxtun (1.215 ts) strandeten an der Steilküste und wurden vom Seegang zerschlagen. Insgesamt starben dabei 203 amerikanische Seeleute, davon 110 Angehörige der Zerstörercrew und 93 Mitglieder der Besatzung des Versorgers. 183 Menschen konnten von Anwohnern des nahen Fischerdorfes St. Lawrence mit an Tauen befestigten Stühlen von den Felsen abgeborgen und gerettet werden. |
| 23. März 1942          | Lanciere und Scirocco              | 460    | Auf dem Rückmarsch von der zweiten Schlacht im Golf von Syrte gerieten die beiden italienischen Zerstörer Lanciere (1.620 ts) und Scirocco (1.430 ts) südöstlich von Sizilien in einen schweren Sturm. Nach dem Ausfall der Maschinen kenterten beide Schiffe in meterhohen Wellen und sanken. Insgesamt 460 Seeleute (226 an Bord der Lanciere und 234 an Bord der Scirocco) fanden hierbei den Tod. Lediglich sieben Überlebende wurden am nachfolgenden Tag von Seeflugzeugen gerettet. |
| 1. Mai 1942            | Punjabi                            | 49     | Während der Sicherung des alliierten Nordmeergeleitzuges PQ 15 rammte in dichtem Nebel das britische Schlachtschiff King George V den Zickzackkurse fahrenden Zerstörer Punjabi (1.854 ts), welcher in zwei Teile zerbrach und sank. Mit dem Schiff gingen 49 Seeleute unter. 209 Crewmitglieder des Zerstörers konnten gerettet werden. Durch die Kollision wurde auch das Schlachtschiff stark am Bug und an der Rumpfunterseite beschädigt, da die in der abgerissenen Hecksektion des Zerstörers gelagerten Wasserbomben unter dem Schiff explodierten. |
| 6. August 1942         | U 612                              | 2      | Das deutsche U-Boot U 612 (769 ts) sank nahe Gotenhafen nach einer Kollision mit dem deutschen U-Boot U 444. Beide Boote stießen während einer Ausbildungsfahrt zusammen. Zwei Mann der Besatzung von U 612 kamen dabei ums Leben, 43 Mann wurden von U 444 gerettet. Das gesunkene Boot wurde später wieder gehoben und erneut in Dienst genommen. |
| 22. August 1942        | Ingraham                           | 218    | Bei der Sicherung des Geleitzuges AT-20 kollidierte der amerikanische Zerstörer Ingraham (1.839 ts) vor Nova Scotia mit dem amerikanischen Tanker Chemung. Zum Zeitpunkt des Zusammenstoßes herrschte dichter Nebel. Der Zerstörer sank nach der Kollision sofort und riss 218 Besatzungsangehörige mit in die Tiefe. Nur zehn Seeleute wurden gerettet. |
| 2. September 1942      | U 222                              | 42     | In der Ostsee, westlich von Pillau, stießen während einer Ausbildungsmission die beiden deutschen U-Boote U 222 (769 ts) und U 626 in der Dunkelheit zusammen. U 222 sank innerhalb weniger Minuten, wobei 42 Crewangehörige ums Leben kamen. Nur drei Überlebende konnten von U 626, das erheblich beschädigt später in den Hafen von Pillau zurückkehren konnte, gerettet werden. |
| 26. September 1942     | I-33                               | 33     | In der Lagune des Atolls Truk sank der japanische U-Kreuzer I 33 (2.584 ts) infolge eines Wassereinbruchs. Bei dem Versuch, den Bug des Bootes im Kontext von Reparaturarbeiten anzuheben durch die kontrollierte Flutung von Ballasttanks im Achterschiff – um Technikern einen besseren Zugang zu einem der Torpedorohre zu ermöglichen –, brachen die Vertäuungen und die hieraus resultierende Schaukelbewegung drückte das Vorschiff unter Wasser. Die Folge war ein unkontrollierbarer Wassereinbruch durch das (offenstehende) Torpedorohr, der I-33 in nur zwei Minuten zum Sinken brachte, wobei 33 Seeleute ertranken. I 33 wurde im Dezember 1942 gehoben und wieder in Dienst gestellt. Siehe zu diesem U-Boot auch den Eintrag vom 13. Juni 1944. |
| 2. Oktober 1942        | Curacoa                            | 338    | Während einer Geleitschutz-Mission im Nordatlantik, etwa 60 Seemeilen nordwestlich von Irland, wurde der Zickzackkurse fahrende britische Flugabwehrkreuzer Curacoa (4.850 ts) von dem mit hoher Fahrt (28 Knoten) marschierenden britischen Luxusliner Queen Mary gerammt und zerbrach in zwei Teile. Mit dem Kreuzer gingen 338 Seeleute unter. Nur 26 Überlebende, darunter der Kommandant, wurden von anderen Geleitfahrzeugen gerettet. Der Luxusliner unternahm wegen der Bedrohung durch U-Boote keinen Rettungsversuch. |
| 22. November 1942      | Sokrushitelny                      | 35     | Während einer Sicherungsmission für den von Murmansk nach Island laufenden alliierten Geleitzuges QP 15 verlor der sowjetische Zerstörer Sokrushitelny (1.635 ts) in der Barentssee in einem schweren Sturm am 21. November 1942 den Bug. Das beschädigte Schiff sank am nachfolgenden Tag. 35 Seeleute kamen dabei ums Leben. Der Großteil der Besatzung, insgesamt wurden 187 Seeleute gerettet, wurde von drei anderen sowjetischen Zerstörern aufgenommen. |
| 30. November 1942      | Uckermark und Thor                 | 54     | Im Hafen von Yokohama explodierte aus nicht genau geklärten Gründen (Funkenflug durch Schweißarbeiten?) ein Ladetank an Bord des deutschen Tank- und Versorgungsschiffes Uckermark (10.698 BRT). Die Explosion war so heftig, dass auch der neben dem Schiff liegende deutsche Hilfskreuzer Thor (3.862 BRT) völlig zerstört wurde. Beide Schiffe wurden zum Totalverlust. Durch die Explosion und Brände kamen insgesamt 54 Menschen ums Leben, darunter 13 an Bord der Thor. |
| 12. Dezember 1942      | C. J. Barkdull                     | 58     | Im Nordatlantik, vermutlich etwa 100 Seemeilen östlich von Halifax, ging der unter panamaischer Flagge fahrende US-Tanker C. J. Barkdull (6.773 BRT) aus nicht genau geklärten Gründen verloren. Weder die Verlustursache noch der Untergangsort sind bekannt. Mit dem als verschollen geltenden Schiff ging die gesamte 58 Mann starke Besatzung unter. Das ursprünglich zum Konvoi UGS-3 gehörende Schiff hatte am 12. Dezember 1942 im Nebel den Kontakt zu den übrigen Dampfern verloren und wurde seitdem nicht mehr wieder gesehen. Vermutlich sank der Tanker im Sturm oder wurde Opfer einer treibenden Mine. U-Boot-Angriffe können für den vermuteten Zeitpunkt des Untergangs ausgeschlossen werden. |
| 12. Januar 1943        | Worden                             | 14     | Der amerikanische Zerstörer Worden (1.726 ts) wurde während eines Landungsmanövers auf der Aleuten-Insel Amchitka von einer großen Welle erfasst und nahe Constantine Harbor auf die Felsenküste gedrückt. Das Schiff brach auseinander und musste schließlich aufgegeben werden. 14 Crewmitglieder kamen bei dem Schiffbruch ums Leben. Rund 180 Mann wurden von dem Zerstörer Dewey gerettet. |
| 24. Januar 1943        | Ville de Tamatave                  | 88     | Der unter britischer Flagge fahrende ehemalige vichy-französische Frachter Ville de Tamatave (4.933 BRT), auf dem Weg von Cardiff nach New York, geriet am 24. Januar 1943 in einem Sturm im Nordatlantik in Seenot. Das Schiff setzte noch einen Notruf ab, in welchem von einem Ruderschaden berichtet wurde, und meldete sich danach nicht mehr. Der Frachter sank höchstwahrscheinlich am gleichen Tag mitsamt seiner Crew von 71 Mann sowie 17 Passagieren auf unbekannter Position und gilt als verschollen. |
| 24. Februar 1943       | Vandal                             | 37     | Das britische U-Boot Vandal (540 ts) sank während einer Ausbildungsfahrt etwa 1,5 Seemeilen nördlich der Isle of Arran (Firth of Clyde) infolge eines Tauchunfalls. Die gesamte Crew von 37 Mann fand dabei den Tod. Das Wrack wurde 1994 gefunden. |
| 6. – 12. März 1943     | Thomas Hooker                      | 0      | Das amerikanische Liberty-Frachter Thomas Hooker (7.176 BRT), Teil es alliierten Konvois ON-168, brach am frühen Morgen des 6. März 1943 in einem schweren Wintersturm etwa 600 Seemeilen südlich von Kap Farvel auseinander. Obwohl das Schiff in der Mitte durchbrach, blieben beide Rumpfhälften noch miteinander verbunden. Die gesamte Besatzung (62 Mann) wurde von der britischen Korvette Pimpernel gerettet. Das halb versunkene Wrack des Schiffes trieb sechs Tage auf dem Atlantik umher, ehe es am 12. März 1943 von dem deutschen U-Boot U 653 zufällig gesichtet und mit Torpedos versenkt wurde. |
| 27. März 1943          | Dasher                             | 379    | Während einer Start- und Landeübung im Firth of Clyde stürzte ein Torpedobomber vom Typ Fairey Swordfish auf das Deck des britischen Geleitflugzeugträgers Dasher (8.200 ts) und explodierte. Durch den Brand wurden Benzindämpfe in den unteren Schiffsräumen entzündet, was weitere Folgeexplosionen auslöste. Innerhalb von fünf Minuten wurde der Träger völlig zerstört und sank. Bei der Katastrophe starben insgesamt 379 Seeleute und Piloten. 149 Besatzungsangehörige überlebten, teils mit schweren Verbrennungen, und wurden von Küstenfahrzeugen gerettet. |
| 30. Mai 1943           | Untamed                            | 37     | Das britische U-Boot Untamed (540 ts) sank im Firth of Clyde während eines Manövers infolge eines Wassereinbruchs im Torpedoraum, der vermutlich durch ein fehlerhaft eingebautes Ventil verursacht wurde. Die gesamte Besatzung von 37 Mann kam ums Leben. Das U-Boot wurde später gehoben und als Vitality wieder in Dienst gestellt. |
| 8. Juni 1943           | Mutsu                              | 1.121  | In der Bucht von Hiroshima, nahe der Insel Suo Oshima, ereignete sich an Bord des vor Anker liegenden japanischen Schlachtschiffes Mutsu (39.100 ts) aus ungeklärten Gründen eine schwere Explosion im achteren Munitionsmagazin. Das Schiff zerbrach dadurch in zwei Teile und sank, wobei sich das abgerissene Heck noch fast zwölf Stunden über Wasser halten konnte. Bei der Katastrophe starben 1.121 Seeleute. Nur 354 Überlebende wurden gerettet. Spätere Untersuchungen ergaben, dass der Verlust des Schiffes eindeutig auf eine innere Explosion zurückgeführt werden kann, wobei sowohl eine Pulverselbstentzündung als auch Sabotage in Frage kommen könnten. |
| 13. Juni 1943          | Escanaba                           | 103    | Das zur Sicherung des alliierten Geleitzuges GS-24 eingesetzte amerikanische Küstenwachschiff Escanaba (1.005 ts) sank nahe Ivittuut (Grönland) nach einer heftigen Explosion. Nur zwei Überlebende von 105 Crewmitgliedern wurden von anderen US-Küstenwachschiffen geborgen. Was die Explosion letztlich verursacht hatte, konnte nie sicher eruiert werden. Sowohl eine innere Explosion (durch Munition?) als auch eine Treibmine könnten den Untergang verursacht haben. |
| 29. November 1943      | Perkins                            | 9      | Östlich von Neuguinea sank der US-amerikanische Zerstörer Perkins (1.465 ts) nach einer Kollision mit dem australischen Truppentransporter Duntroon. Von den 237 Mann Besatzung des Zerstörers kamen neun Mann ums Leben. |
| 3. Januar 1944         | Turner                             | 138    | Am Morgen des 3. Januar 1944, nach einem Manöver, ereigneten sich an Bord des vor New York City ankernden amerikanischen Zerstörers Turner (1.630 ts) innerhalb von einer Stunde zwei starke innere Explosionen, die das Schiff zum Sinken brachten. 138 Besatzungsangehörige gingen mit dem Zerstörer unter. Etwa 140 Überlebende konnten von herbeieilenden Hafenfahrzeugen gerettet werden. Vermutlich wurde das Unglück durch eine Selbstentzündung der Munition verursacht. |
| 5./6. Januar 1944      | St. Augustine                      | 115    | Vor der Küste von New Jersey kollidierte in der Nacht des 5./6. Januar 1944 das amerikanische Kanonenboot St. Augustine versehentlich mit dem amerikanischen Tanker Camas Meadows. Das etwa 1.700 ts große Kanonenboot sank innerhalb von nur fünf Minuten und riss 115 Crewangehörige mit in die Tiefe. Nur 30 Überlebende wurden später von dem Tanker gerettet. |
| 13. April 1944         | Fort Stikine                       | 1.500  | Im Hafen von Bombay (damals Britisch-Indien) kam es auf dem britischen Frachtschiff Fort Stikine (7.142 BRT) zum Brand der Baumwolladung. Später griff der Brand auf die anderen Laderäume über und führte zur Explosion des an Bord befindlichen Sprengstoffs, darunter etwa 1.400 Tonnen Trinitrotoluol (TNT) und Munition. Die verheerende Explosion richtete sowohl im Hafen als auch in der Stadt Bombay schwere Schäden an. Im Hafen wurden 13 Schiffe mit insgesamt rund 50.000 BRT vernichtet. Es kam zu erheblichen Verlusten an Menschenleben an Bord der Schiffe, unter den Feuerlösch- und Rettungskräften sowie der Bevölkerung. Etwa 1.500 Menschen starben oder galten als vermisst, etwa 3.000 Menschen wurden verletzt. Nur der Einsatz der britisch-indischen Armee verhinderte eine noch größere Katastrophe. Der letzte Brand konnte erst vier Tage nach der Explosion gelöscht werden. |
| 19. April 1944         | John Straub                        | 55     | Nahe der Insel Sanak (Aleuten, Nordostpazifik) sank der US-amerikanische Tanker John Straub (7.180 BRT) nach einer heftigen Ladungsexplosion, wobei 55 von 68 Menschen an Bord ums Leben kamen. Das Schiff brach auseinander und sank. Die Verlustursache ist nicht ganz genau gesichert, auch ein Minentreffer oder eine Torpedierung durch das japanische U-Boot I-180 könnten den Untergang verursacht haben. |
| 2. Mai 1944            | Parrot                             | 3      | Vor Norfolk wurde der US-amerikanische Zerstörer Parrot (1.190 ts) nach einer Kollision mit dem US-amerikanischen Frachter John Norton schwer beschädigt und musste auf Grund gesetzt werden. Drei Menschen kamen ums Leben. Der Zerstörer wurde ab 1947 abgewrackt. |
| 21. Mai 1944           | LST-353                            | 163    | In einem West Loch genannten und der Küste vorgelagerten Teil des Hafens von Pearl Harbor explodierte aus ungeklärten Gründen das mit Munition und Treibstoff beladene Landungsschiff LST-353 (1.780 ts). Die Explosion versenkte oder beschädigte 14 weitere Schiffe und tötete insgesamt 163 Seeleute und Soldaten. Etwa 400 Mann wurden verwundet. Das Unglück wird im Allgemeinen als West Loch Disaster bezeichnet. |
| 13. Juni 1944          | I-33                               | 102    | Im Kontext einer Ausbildungsfahrt nach der Werftabnahme sank der japanische U-Kreuzer I-33 in der Seto-Inlandsee infolge eines unkontrollierbaren Wassereinbruchs während einer Tauchübung. Ursache war ein in der Werft vergessenes Holzteil, welches eines der Hauptventile der Dieselmaschine blockierte beziehungsweise das dessen Schließung verhinderte. Beim Untergang kamen 102 Seeleute ums Leben, nur zwei Besatzungsangehörigen gelang es aus dem in rund 55 Metern Tiefe auf Grund liegenden U-Boot auszusteigen und sich an die Oberfläche zu retten. Es war dies der zweite Untergang dieses U-Bootes infolge eines Unfalls (siehe den Eintrag für den 26. September 1942). |
| 14. Juni 1944          | Shiratsuyu                         | 104    | Während einer Geleitschutzoperation stießen rund 90 Seemeilen südöstlich der Straße von Surigao der japanische Zerstörer Shiratsuyu (1.685 ts) und der von diesem gesicherte Tanker Seiyo Maru zusammen. Infolge der Kollision explodierten die Wasserbomben an Bord des Kriegsschiffes, welches darauf rasch sank. 104 Besatzungsangehörige des Zerstörers kamen ums Leben. |
| 17. Juli 1944          | Port-Chicago-Katastrophe           | 320    | Im Hafen von Port Chicago in Kalifornien explodierten bei der Verladung von Munition aus nicht genau geklärten Gründen der Munitionsfrachter E. A. Bryan (7.212 BRT) sowie der Transporter Quinault Victory (7.608 BRT). Insgesamt kamen bei der Katastrophe, schätzungsweise 5.000 Tonnen Munition explodierten, 320 Seeleute und Soldaten ums Leben, darunter 202 schwarze Marineangehörige des vor Ort arbeitenden Ladebataillons. Etwa 390 Personen wurden verletzt. Vermutlich wurde der Unfall durch einen von einem Kran herunterfallenden Torpedo verursacht. Nach dem tragischen Unglück weigerten sich die schwarzen Arbeiter, die gefährliche Tätigkeit ohne ausreichenden Arbeitsschutz wieder aufzunehmen, was in die sogenannte Port-Chicago-Meuterei mündete. |
| 13. September 1944     | Warrington                         | 248    | Vor der Küste von Florida geriet der amerikanische Zerstörer Warrington (1.850 ts) während einer Geleitschutzmission in einen Hurrikan. Fast zehn Stunden lang kämpfte die Crew gegen das Wetter an, dann löschte eindringendes Wasser die Kesselfeuer und brachte das Schiff zum Kentern. Mit dem Zerstörer gingen 248 Seeleute unter. Nur 73 Überlebende wurden später von einer aus elf Schiffen bestehenden Rettungsflottille gerettet. |
| 14. September 1944     | Bedloe und Jackson                 | 47     | Vor Cape Hatteras sanken die beiden amerikanischen Küstenwachschiffe Bedloe (232 ts) und Jackson (230 ts) in demselben Hurrikan, welcher am Vortag auch das Sinken des Zerstörers Warrington verursacht hatte. Beide Schiffe kenterten in bis zu 20 Meter hohen Wellen und sanken etwa 15 Seemeilen von der Küste entfernt. 47 Seeleute starben. Rettungskräfte konnten später insgesamt 32 Überlebende der beiden Schiffe bergen. |
| 25. Oktober 1944       | Skeena                             | 15     | Der kanadische Zerstörer Skeena (1.337 ts) sank vor Island im Sturm. Das Schiff suchte vor dem Sturm Schutz im Hafen von Reykjavík, wurde jedoch von den Wellen auf das Ufer geworfen und zum Totalverlust. 15 Mann der Besatzung kamen ums Leben. |
| 10. November 1944      | Mount Hood                         | 432    | Im Hafen der zu den Admiralitätsinseln gehörenden Insel Manus explodierte morgens der mit 3.800 Tonnen Sprengstoff und Bomben beladene amerikanische Munitionstransporter Mount Hood (7.780 BRT). Die Explosion tötete alle 261 Crewangehörigen an Bord des Transporters sowie 171 Menschen auf in der Nähe liegenden Schiffen. Ferner wurden 22 weitere Schiffe teils stark beschädigt und etwa 400 Menschen verletzt. Verursacht wurde der Unfall vermutlich durch unsachgemäß verstaute Munition. Genauere Untersuchungen konnten nicht stattfinden, da von dem Munitionsschiff nur noch Fragmente gefunden wurden. |
| 18. Dezember 1944      | Taifun Cobra                       | 790    | Die 3. US-Flotte geriet vor Luzon bei einem Seeversorgungsmanöver in einen schweren Taifun. Die drei amerikanischen Zerstörer Hull (1.465 ts), Monaghan (1.465 ts) und Spence (2.050 ts) sanken in bis zu 120 Knoten (222 km/h) schnellen Winden und meterhohen Wellen, 28 weitere Schiffe wurden beschädigt. 790 Seeleute starben, 80 wurden verletzt. |
| 9. Januar 1945         | Groningen IV                       | 13     | Auf der Fahrt von Amsterdam nach Lemmer kollidierte das auf dieser Linie eingesetzte Fährschiff Groningen IV mit dem ebenfalls hier eingesetzten Schwesterschiff Jan Nieveen und begann kurz danach zu sinken. Insgesamt 13 Personen wurden beim Zusammenstoß im Fahrgastraum eingeschlossen und ertranken. |
| 29. Januar 1945        | Serpens                            | 255    | Vor Lunga Point auf Guadalcanal ereignete sich an Bord des amerikanischen Munitionstransporters Serpens (7.180 BRT), das Schiff wurde von der United States Coast Guard genutzt, beim Umladen von Wasserbomben eine schwere, bis heute nicht genau geklärte Explosion, bei der das Schiff völlig zerstört wurde. Insgesamt starben dabei 196 Angehörige der United States Coast Guard, 57 Angehörige der United States Army, ein Arzt an Bord sowie ein Soldat an Land, der von herumfliegenden Trümmern getroffen wurde. Bis heute ist dies das schwerste Unglück in der Geschichte der United States Coast Guard. |
| 28. Februar 1945       | Lautaro                            | 20     | Die seit 1941 unter chilenischer Flagge fahrende Lautaro (ehemals die deutsche Viermastbark Priwall) fing mit der Salpeterladung Feuer und ging vor der peruanischen Küste verloren, es gab 20 Todesopfer. |
| 2. Mai 1945            | Spercheios                         | 88–118 | Das griechische Minenräumboot wurde als Passagierschiff eingesetzt und sank wegen Überladung. |
| 4. Juli 1945           | Bahia                              | 336    | Der brasilianische Leichte Kreuzer Bahia (3.100 ts), ein aus dem Jahre 1909 stammendes älteres Schiff, sank nach einer schweren Explosion an Bord (die vermutlich durch einen Schießunfall während einer Flugabwehrübung verursacht wurde) im Mittelatlantik, nahe dem Sankt-Peter-und-Sankt-Pauls-Felsen. Das Schiff ging in nur drei Minuten unter, wobei 336 Seeleute ums Leben kamen. Der Verlust wurde erst am 8. Juli, als 22 Überlebende von dem britischen Frachter Balfe gerettet wurden, bekannt. Spekulationen, wonach ein deutsches U-Boot den Zwischenfall verursacht haben soll, erwiesen sich als haltlos. Überlebende sagten später aus, dass während einer Schießübung ein Flugabwehrgeschoss die Wasserbomben auf dem Achterschiff versehentlich getroffen und zur Detonation gebracht habe. |
| 4. Februar 1946        | Yukon                              | 11     | In der Johnstone Bay im Prinz-William-Sund lief der kanadische Passagierdampfer Yukon (5.747 BRT) in der Dämmerung auf einen Felsen auf und sank. Elf Menschen ertranken in den unteren Schiffsräumen oder erfroren im kalten Wasser. Etwa 120 Menschen konnten gerettet werden. |
| 24. Februar 1946       | Lichtwark                          | 101    | Die 1928 gebaute Hamburger Hafenfähre kenterte und sank im Sturm auf der Elbe. Dabei starben 101 Menschen. Nach der Hebung verkehrte sie noch bis 1977 in Hamburg, anschließend in Lissabon als Castelo und ab 1989 als Ausflugsschiff Vista Douro auf dem Douro. |
| 13. September 1946     | Marit II                           | 12     | In der Karibik sank der von Curaçao nach New York laufende norwegische Tanker Marit II (7.417 BRT) in einem Hurrikan. Von den 36 Personen an Bord konnten 24 gerettet werden, allerdings gingen der Kapitän, seine Frau und zehn Seeleute mit dem Schiff unter. Vermutlich brach der voll beladene Tanker infolge von Materialermüdung auseinander. |
| 30. März 1947          | Novadoc                            | 24     | Vor der Küste von Nova Scotia sank der kanadische Frachtsegler Novadoc (1.354 BRT) in einem schweren Frühjahrssturm. Von den 24 Menschen an Bord überlebte niemand. Rettungskräfte fanden später nur noch Trümmerstücke, aber keine Leichen. |
| 16./17. April 1947     | Texas-City-Explosion               | 486    | Im Hafen von Texas City (Texas, USA) explodierte durch einen Brand die Ammoniumnitrat-Ladung des französischen Frachtschiffs Grandcamp (7.176 BRT). Durch die Explosion der Grandcamp wurde der US-amerikanische Marinetransporter Highflyer (6.214 BRT) von seinem Liegeplatz gerissen und gegen den US-amerikanischen Marinetransporter Wilson B. Keene (7.176 BRT) geschleudert. Auf der Highflyer brach ebenfalls ein Brand der Ladung (Ammoniumnitrat und Schwefel) aus, der in der Frühe des 17. April zur Explosion der Highflyer führte. Alle drei Schiffe wurden vernichtet. Die Explosionen führten im Hafen und in der Stadt Texas City zu schweren Schäden. Es kam zu erheblichen Verlusten an Menschenleben an Bord der Schiffe, unter den Feuerlösch- und Rettungskräften sowie unter der Bevölkerung. 468 Menschen starben, 100 weitere galten als vermisst und etwa 3.000 Menschen wurden verletzt. Von den Auswirkungen der Explosionen waren über 15.000 Einwohner von Texas City betroffen. |
| 17. April 1947         | Sir Harvey Adamson                 | 269    | Nach dem Auslaufen aus Rangun (Myanmar) mit 269 Passagieren und Besatzungsmitgliedern an Bord dampfte der britische Passagier- und Frachtdampfer Sir Harvey Adamson (1.030 BRT) der British India Steam Navigation Company in einen aus Südwest kommenden Sturm. Das Schiff wurde nie wieder gesehen. Es wird vermutet, dass die Sir Harvey Adamson auf eine Seemine aus dem Zweiten Weltkrieg lief und unterging, bevor sie Notrufe absetzen konnte. |
| 23. April 1947         | Samtampa                           | 39     | Am Sker Point im Bristolkanal strandete der britische Liberty-Frachter Samtampa (7.219 BRT) während eines starken Orkans und brach in drei Teile auseinander. Die gesamte Besatzung von 39 Mann kam bei dem Unglück ums Leben. |
| 23. April 1947         | Edward, Prince of Wales            | 8      | Beim Versuch, dem am Sker Point im Bristolkanal gestrandeten britischen Liberty-Frachter Samtampa zu Hilfe zu kommen, wurde das in Mumbles stationierte Seenotrettungsboot Edward, Prince of Wales von einer extrem hohen Welle getroffen und kenterte. Alle acht Besatzungsmitglieder kamen bei diesem Unfall ums Leben. |
| 20. November 1947      | Hamburg                            | 3      | Das in Büsum stationierte Motorrettungsboot Hamburg kehrte von einer Einsatzfahrt aus ungeklärten Gründen nicht mehr zurück. Vermutlich wurde es Opfer einer Mine aus dem Zweiten Weltkrieg. |
| 11. Juni 1948          | Kjøbenhavn                         | 48     | Auf dem Weg von Kopenhagen nach Aalborg läuft die dänische Passagierfähre Kjøbenhavn (1.670 ts) bei der Sandbank Hals Barre östlich von Hals auf eine Seemine aus dem Zweiten Weltkrieg. Das Schiff sinkt gegen 5 Uhr morgens bei schwerer Schlagseite innerhalb von zehn Minuten; 6 Besatzungsmitglieder und 42 Passagiere ertrinken. |
| 4. Dezember 1948       | Kiang Ya                           | 3.520  | Am frühen Abend des 4. Dezember 1948 verließ das chinesische Passagierschiff Kiang Ya den Hafen von Shanghai auf einer Reise nach Ningbo. Aufgrund des seinerzeit herrschenden Bürgerkriegs befanden sich mehr als dreimal so viele Passagiere auf dem Schiff als zulässig. In der Mündung des Flusses Huangpu Jiang ereignete sich im Achterschiff eine folgenschwere Explosion, die in verhältnismäßig kurzer Zeit zum Untergang führte. Durch die Beschädigung der Funkanlage während der Explosion konnte keine Hilfe herbeigerufen werden. Als Ursache für die Explosion wird eine im Zweiten Weltkrieg von den Japanern ausgelegte Seemine vermutet. Bei dem Unglück kamen nach offiziellen Angaben 3.520 Menschen ums Leben, unbestätigte Quellen gehen sogar von 3.900 Opfern aus. Das Ereignis ist somit die zweitgrößte zivile Schiffskatastrophe nach dem Zweiten Weltkrieg, hinter der Katastrophe der Doña Paz mit 4.386 Verunglückten und vor dem Unglück der Le Joola mit 1.863 Opfern.         |
| 25./26. August 1949    | Cochino                            | 7      | Vor der Küste Norwegens geriet am 25. August das amerikanische U-Boot Cochino (1.526 ts) in einen Orkan, welcher den Schnorchel beschädigte. Die Wucht der Erschütterungen durch den Anprall der Wellen übertrug sich auf das Rumpfinnere, was wiederum ein Feuer und zwei Batterieexplosionen verursachte. Da der Brand nicht eingedämmt werden konnte, musste das Boot am folgenden Tag aufgegeben werden. Fast die gesamte Besatzung konnte von dem begleitenden U-Boot Tusk abgeborgen werden. Allerdings ertranken dabei sechs Mann der Tusk und ein Techniker an Bord der Cochino. |
| 17. September 1949     | Noronic                            | 122    | Der 36 Jahre alte kanadische Passagierdampfer Noronic (6.095 BRT) der Canada Steamship Lines lag während einer Kreuzfahrt durch die Großen Seen über Nacht im Hafen von Toronto vor Anker, als an Bord ein bis heute ungeklärtes Feuer ausbrach. Innerhalb von 20 Minuten war das Schiff komplett ausgebrannt; 122 der 695 Menschen an Bord kamen ums Leben. Viele der Toten konnten wegen der enormen Hitze nicht identifiziert werden. |
| 21./22. September 1949 | Fournier                           | 72     | Das argentinische Minenräumboot Fournier (450 ts) verschwand in der Nacht vom 21. zum 22. September aus nicht sicher eruierten Gründen in der Magellanstraße. Nach Suchaktionen der argentinischen und chilenischen Marine fand man einige Leichen, zwei Boote und Reste der Ladung. Anhand der Uhren der Toten und dem Wetterbericht wurde angenommen, dass das Schiff in den Morgenstunden des 22. September in schwerer See gekentert oder auf einen Felsen aufgelaufen und gesunken sein musste. |
| 4. Dezember 1949       | Pieteälf                           | 11     | Auf der Fahrt von Rügenwalde nach Emden sank der mit Getreide beladene Hamburger Frachter Pieteälf (342 BRT) in den Nordgründen an der Elbmündung, als der Kapitän trotz einer Sturmwarnung und eindringlicher Warnung des Seelotsen die Fahrt fortsetzte. Der Kapitän und alle zehn Besatzungsmitglieder starben beim Untergang. |
| 12. Januar 1950        | Truculent                          | 57     | Auf der Themse kollidierte das sich auf einer Probefahrt befindliche britische U-Boot Truculent mit dem schwedischen Tanker Divina und begann sofort zu sinken. Nur 15 der an Bord befindlichen 75 Personen, darunter 18 Werftarbeiter, konnten gerettet werden. |
| 31. Januar 1950        | Fidamus                            | 8      | Auf der Fahrt von Wismar nach Antwerpen sank der mit 900 Tonnen Kali beladene Bremer Frachter Fidamus (743 BRT) etwa vier Seemeilen nördlich von Langeoog. Acht der 16 Besatzungsmitglieder starben, obwohl ein entgegenkommender britischer Schlepper sofort Rettungsmaßnahmen einleitete. Die Ursache des Untergangs konnte nicht geklärt werden. |
| 12. Februar 1950       | Karhula                            | 11     | Auf der Reise von Hangö nach Port Saint Louis mit einer Ladung Zellulose sank der über 40 Jahre alte finnische Frachter Karhula im Seegebiet 15 Seemeilen westlich von Den Helder in einem schweren Sturm. Von den an Bord befindlichen 29 Personen, darunter drei Blinde Passagiere, konnten nur 18 gerettet werden. |
| 7. März 1950           | Cranz                              | 19     | Auf dem Rückweg von einer Fangreise im Europäischen Nordmeer sank bei den Lofoten der Hamburger Trawler Cranz in schwerer See, nachdem er vermutlich durch eine Monsterwelle zum Kentern gebracht worden war. Rettungsmaßnahmen blieben erfolglos. Die 19-köpfige Besatzung kam dabei ums Leben. |
| 22. Juni 1950          | Ormen Friske                       | 15     | Auf der Reise von Stockholm nach Rotterdam geriet der Wikingerschiffsnachbau Ormen Friske in einen schweren Sturm in der Deutschen Bucht und brach auseinander. Alle 15 Besatzungsmitglieder wurden getötet. Da auch keinerlei Funkgeräte mitgeführt wurden, konnte kein Notruf abgesetzt werden. Die Unglücksursache konnte nicht hinreichend geklärt werden, Untersuchungen an Wrackteilen ergaben allerdings, dass Baumängel einen wesentlichen Einfluss am Untergang gehabt haben können. |
| 25. August 1950        | Bennevolence                       | 18     | In der Bucht von San Francisco sank das US-amerikanische Lazarettschiff Benevolence (11.800 t) nach einer Kollision mit dem Frachter Mary Luckenbach. 18 Menschen kamen ums Leben. |
| 3. Dezember 1950       | I. P. Suhr                         | 20     | Der dänische Frachter I. P. Suhr (1.999 BRT) lief auf der Reise von Danzig nach Aarhus vor der schwedischen Südspitze auf Grund und sank. Von der 21-köpfigen Besatzung konnte nur der Maschinist gerettet werden. |
| 15. Dezember 1950      | Aghios Spyridon                    | 27     | Während eines Orkans sank der griechische Frachter Aghios Spyridon (3.650 BRT) vor der nordwestfranzösischen Küste. Bei einer großangelegten Rettungsaktion konnten lediglich acht der 35 Besatzungsmitglieder von zur Hilfe eilenden anderen Schiffen gerettet werden. |